# Fawzia Karim Firoze

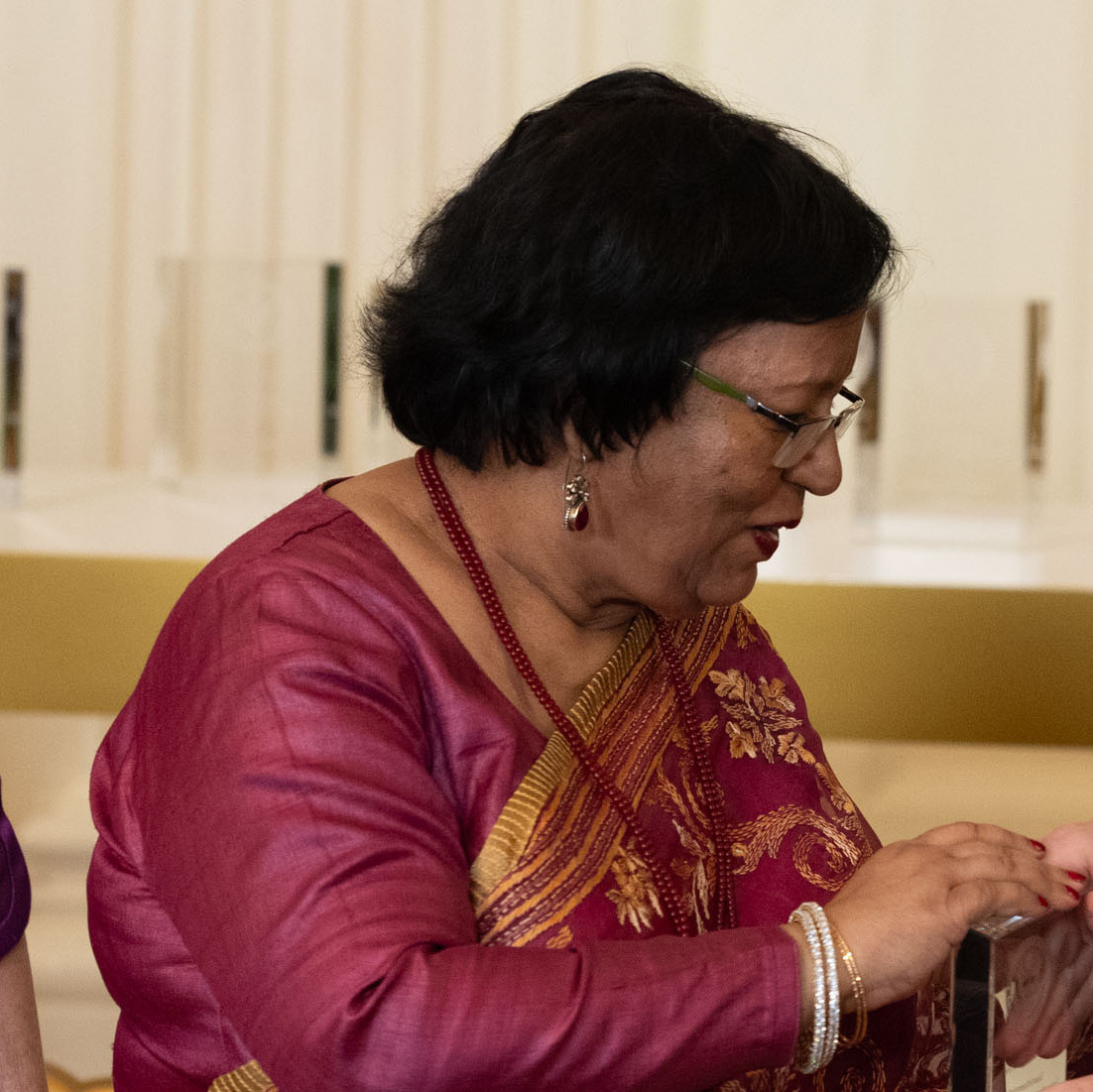
Fawzia Karim Firoze

Fawzia Karim Firoze (bengalisch ফওজিয়া করিম ফিরোজ Phaojiẏā Karim Phiroj) ist eine bangladeschische Rechtsanwältin am Obersten Gerichtshof von Bangladesch und eine führende Menschenrechtlerin, die sich seit über drei Jahrzehnten für die Rechte marginalisierter Gruppen einsetzt. Im Jahr 2024 wurde sie mit dem International Women of Courage Award des US-Außenministeriums ausgezeichnet.

## Leben
Fawzia Karim Firoze ist seit über 30 Jahren als Anwältin tätig und ist am Obersten Gerichtshof von Bangladesch tätig. Sie leitet ihre eigene Anwaltskanzlei und ist Vorsitzende der Foundation for Law and Development (FLAD).
Von 2007 bis 2018 war sie Präsidentin der Bangladesh Women Lawyers Association (BWLA), einer zentralen Organisation für die Förderung von Frauenrechten in der Justiz. Darüber hinaus ist sie Gründungsmitglied des Acid Survivors Trust, einer Organisation, die sich für Opfer von Säureangriffen einsetzt.
Firoze ist Ehrenmitglied der Nationalen Menschenrechtskommission von Bangladesch und war unter anderem Präsidentin der SEWA (Self Employed Women Association) sowie Präsidentin der Workers Rights Coalition. Sie ist zudem mit verschiedenen internationalen Organisationen verbunden, darunter die Federation of International Women Lawyers (FIDA) und die American Bar Association.
Im November 2023 wurde sie in das fünfköpfige Gremium der Verwaltung des Obersten Gerichtshofs von Bangladesch gewählt, das Fälle sexueller Belästigung prüft und Empfehlungen an das Gericht ausspricht.

## Wirken
Fawzia Karim Firoze setzt sich insbesondere für benachteiligte gesellschaftliche Gruppen ein und hat etwa 3.000 Fälle im Namen von Textilarbeiterinnen gegen deren Arbeitgeber geführt. Sie war maßgeblich an der Gründung der Bangladesh Independent Garment Workers Union Federation (BIGUF) beteiligt, die sich für die Rechte von Arbeiterinnen in der Textilindustrie einsetzt.
Unter ihrer Leitung erstritt FLAD ein Urteil, das die Unzulänglichkeit der Domestic Workers Protection and Welfare Policy von 2015 feststellte – ein bedeutender Schritt für den Schutz von Hausangestellten. Firoze war überdies Mitinitiatorin der Domestic Workers Guidelines, die auf eine umfassendere gesetzliche Absicherung dieser Arbeitskräfte abzielen.
Ein bedeutender Gesichtspunkt ihrer Arbeit ist der Kampf gegen geschlechtsspezifische Gewalt. Als Mitgründerin des Acid Survivors Trust hat sie sich für strengere gesetzliche Maßnahmen gegen Säureangriffe eingesetzt, die insbesondere Frauen betreffen. Ihre Arbeit leistete einen wichtigen Beitrag zur gesellschaftlichen Sensibilisierung und zur Etablierung repressiver Gesetze gegen diese Form von Gewalt in Bangladesch.
Im Jahr 2009 wirkte Firoze maßgeblich an einem historischen Urteil des Obersten Gerichts mit, das Richtlinien zur Vorbeugung sexueller Belästigung an Arbeitsplätzen, Bildungseinrichtungen und öffentlichen Orten festlegte. Heute setzt sie sich für eine wirksame Umsetzung dieser Vorgaben und die Gewährleistung gerechter Verfahren auch bei falschen Anschuldigungen ein.
Neben ihrer juristischen Tätigkeit nimmt sie auch in der internationalen Zusammenarbeit eine Rolle ein, etwa durch das Legal Empowerment Project for Women, das vom deutschen Entwicklungsministerium (GTZ) unterstützt wurde. Ebenso arbeitet sie mit dem American Center for International Labor Solidarity und der Organisation NETZ aus Deutschland zusammen.
2024 wurde sie mit dem International Women of Courage Award ausgezeichnet, der jährlich vom US-Außenministerium an Frauen für außergewöhnlichen Mut, Führungsstärke und Einsatz für Menschenrechte, Frieden und Geschlechtergerechtigkeit verliehen wird.
In ihrer Dankesrede erklärte sie, dass sie den Mut für ihre Arbeit aus den Geschichten ihrer Klientinnen schöpfe – etwa wenn eine Frau nach 35 Jahren Ehe mittellos zurückgelassen wurde, oder wenn sie helfen könne, ein Kind zu seiner Mutter zurückzubringen. Sie betonte, dass jede kleine Veränderung, die sie erreiche, sie motiviere, weiter für größere strukturelle Veränderungen zu kämpfen.